# Clayton-le-Moors
Clayton-le-Moors is een plaats en civil parish in het bestuurlijke gebied Hyndburn, in het Engelse graafschap Lancashire.

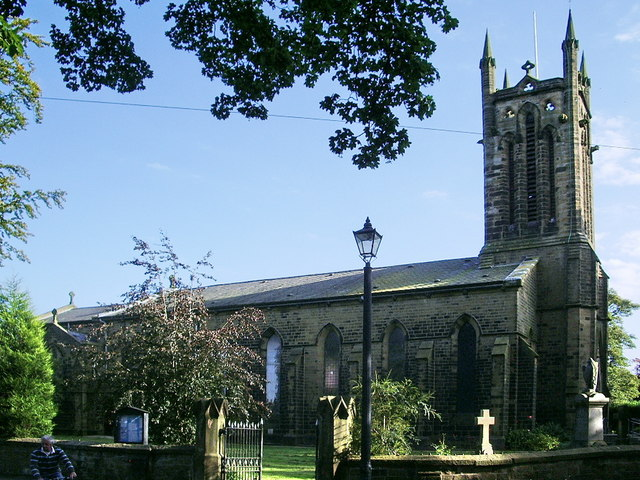
All Saints Church
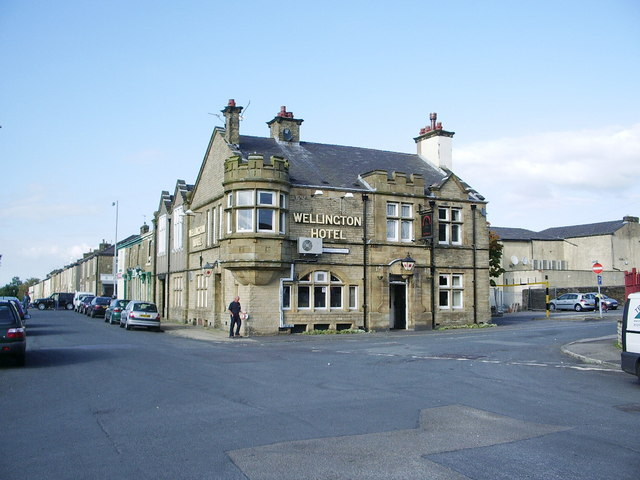
Barns Square met daaraan het Wellington hotel